# Veence Hanao
Veence Hanao – belgijski autor, kompozytor i wykonawca.

## Dyskografia

### Albumy studyjne
| Rok  | Dane dot. albumu                                                       | Najwyższe pozycje na listach |
| Rok  | Dane dot. albumu                                                       | BEL (WAL)                    |
| ---- | ---------------------------------------------------------------------- | ---------------------------- |
| 2009 | Saint-Idesbald - Wydany: 1 stycznia 2009 - Format: Digital download    | –                            |
| 2013 | Loweina laurae - Wydany: 21 lutego 2013 - Format: CD, digital download | 108                          |

### EP
| Rok  | Dane dot. albumu                                                                                  |
| ---- | ------------------------------------------------------------------------------------------------- |
| 2011 | The Border E.P. (feat. Citizen Ledge & Subtitle) - Wydany: 1 maja 2011 - Format: Digital download |

### Single
| Rok  | Tytuł       |
| ---- | ----------- |
| 2012 | „Bill Bile” |